# Vargatac, Harghita
Vargatac (maghiară Vargatag) este o localitate componentă a municipiului Gheorgheni din județul Harghita, Transilvania, România.
 Acest articol despre o localitate din județul Harghita este deocamdată un ciot. Puteți ajuta Wikipedia prin completarea lui.